# Districtul Spišská Nová Ves
Districtul (Okres) Spišská Nová Ves este un teritoriu administrativ în Slovacia de est cu 93.516 de locuitori, o suprafață de 587 km². Din punct de vedere istoric este un teritoriu care corespunde în parte comitatului maghiar Gömör, din regiunea istorică Spiš (cunoscută în limba germană ca Zips de asemenea). El cuprinde trei orașe: 
- Krompachy (Krompach)
- Spišská Nová Ves (Zipser Neudorf)
- Spišské Vlachy (Wallendorf)

și 33 de comune.

## Demografie
| An:                | 1994   | 2004   | 2014   | 2024   |
| ------------------ | ------ | ------ | ------ | ------ |
| Număr de persoane: | 88.693 | 95.144 | 98.869 | 98.670 |
| Diferență:         |        | +7,27% | +3,91% | −0,20% |

| An:                | 2023   | 2024   |
| ------------------ | ------ | ------ |
| Număr de persoane: | 98.556 | 98.670 |
| Diferență:         |        | +0,11% |

## Comune
| - Arnutovce (Emaus) - Betlanovce (Betelsdorf) - Bystrany (Eulenbach) - Danišovce (Densdorf) - Harichovce (Palmsdorf) - Hincovce (Hinsdorf) - Hnilčík (Eisenbach) - Hnilec (Hniletz) - Hrabušice (Kabsdorf) - Chrasť nad Hornádom (Hrost) - Iliašovce (Sperndorf) | - Jamník (Jemmnik) - Kaľava (Karlsdorf) - Kolinovce (Kohlsdorf) - Letanovce (Lettensdorf) - Lieskovany (Haseldorf) - Markušovce (Marksdorf) - Matejovce (Matzdorf) - Mlynky (Rabenseifen) - Odorín (Dirn) - Olcnava (Alzenau) - Oľšavka (Olschanka) | - Poráč (Rotenberg) - Rudňany (Kotterbach) - Slatvina (Salzbrunn) - Slovinky (Höfen) - Smižany (Schmögen) - Spišské Tomášovce (Tomsdorf) - Spišský Hrušov (Birndorf) - Teplička (Teplitzchen) - Vítkovce (Witkensdorf) - Vojkovce (Woikensdorf) - Žehra (Schigra) |